# Smart Formore
Smart Formore – crossover klasy subkompaktowej wyprodukowany pod niemiecką marką Smart w 2005 roku.

## Historia i opis modelu
Początek XXI wieku przyniósł intensywną rozbudowę gamy modelowej Smarta, pierwotnie skoncentrowanego wyłącznie na mikrosamochodzie Fortwo. Po premierze sportowego Roadstera w 2002 i hatchbacka Fortwo w 2003, firma skoncentrowała się na pracach rozwojowych nad czwartym, topowym i największym samochodem. Nawiązujący wizualnie do Forfoura kompaktowy crossover miał zostać oparty na technologii bratniego Mercedesa-Benza. Smart Formore wykorzystał m.in. przystosowaną do napędu na cztery koła 4MATIC płytę podłogową średniej wielkości modelu Klasa C, a także rozwijanego wówczas równolegle przyszłego SUV-a GLK. Do napędu crossovera planowano wykorzystać zarówno mniejszy, czterocylindrowy silnik o pojemności 1,8 litra, jak i topowe, 3-ltirowe V6.
Wygląd samochodu zapowiedziany został w styczniu 2004 roku, kiedy to przedstawiono oficjalny szkic zwiastujący planowanego na kolejny rok crossovera. Do momentu planowanej na jesień kolejnego roku premiery powstało ok. 12 przedprodukcyjnych egzemplarzy Formore’a, z czego po anulowaniu projektu wszystkie zostały zniszczone. Zachowały się jedynie dwa prototypy, które zachowano w jednym z magazynów ówczesnego koncernu Daimler i przypadkowo sfotografowano je przez osobę postronną, publikując w internecie fotografie w maju 2009 roku. Samochód w obszernym zakresie nawiązywał wizualnie do mniejszego Forfoura, wyróżniając się podwójnymi kloszami reflektorów i lamp tylnych, a także chromowanym obramowaniem bocznej sylwetki nadwozia. Masywne, obszernie przeszklone nadwozie, zyskało m.in. odchylaną w lewo klapę bagażnika.

### Sprzedaż
Premiera Smarta Formore’a miała odbyć się podczas wrześniowych międzynarodowych targów motoryzacyjnych IAA 2005 we Frankfurcie nad Menem, z kolei debiut rynkowy poczynająć od rodzimego rynku europejskiego planowano na 2006 rok. Do wytwarzania crossovera Smarta wyznaczone zostały brazylijskie zakłady produkcyjne Mercedesa Juiz de Fora, z roczną wielkością produkcji wynoszącą ok. 60 tysięcy sztuk. Samochód miał być zarazem pierwszym produktem Smarta mającym trafić do sprzedaży w Stanach Zjednoczonych w ramach planowanego w połowie lat dwutysięcznych wkroczenia do tamtego regionu, planując sprzedawać tam ok. 30 tysięcy samochodów rocznie. Projekt został ostatecznie zaniechany tuż przed premierą – koncern Daimler krytycznie zweryfikował wyniki sprzedaży wcześniej przedstawionych modeli Roadster i Forfour, nie chcąc inwestować w rozbudowę gamy przynoszącej straty firmy. Do koncepcji miejskiego crossovera powrócono dopiero 17 lat później, prezentując w 2022 model Smart #1.

### Silniki
- R4 1.8l
- V6 3.0l